# Новосёловское (Костромская область)
Новосёловское — упразднённая деревня в Поназыревском районе Костромской области. Входила в состав городского поселения посёлок Поназырево. Исключена из учётных данных в 2024 году.

## География
Находится в восточной части Костромской области на расстоянии приблизительно 5 км на северо-запад по прямой от районного центра поселка Поназырево.

## Население
| 2008 | 2010 | 2014 |
| ---- | ---- | ---- |
| 0    | →0   | →0   |

Постоянное население составляло 4 человека в 2002 году (русские 100 %), 0 в 2022.